# ルイス・ボラーニョス
ルイス・アルベルト・ボラーニョス・レオン（スペイン語: Luis Alberto Bolaños León、1985年3月27日 - ）は、エクアドルのサッカー選手。元エクアドル代表。ポジションはFW。

## クラブ歴
LDUキトの下部組織出身。トップチームではコパ・リベルタドーレス2008を制覇し、FIFAクラブワールドカップ2008ではCFパチューカ相手にフリーキックを決めて2-0の勝利に貢献した。
2009年1月8日にサントスFCに移籍。しかし印象も乏しく4ヶ月で契約を解消した。同年5月11日にSCインテルナシオナルに加入。インテルナシオナルではデビュー戦でハットトリックを達成したが、得点はこの3点に止まった。同年12月21日に1年の期限付き移籍でバルセロナSCに加入。翌2010年2月13日のデビュー戦で30mのシュートを決めて初得点。翌年LDUキトに期限付き移籍した。
2012年にLDUキトに完全移籍。国外クラブへの期限付き移籍も複数経験した。

## 代表歴
2007年から2008年にかけて2010 FIFAワールドカップ・南米予選に臨むエクアドル代表に招集された。

## 襲撃
2011年2月25日に、キト北方のショッピングモールで強盗と思しき2人組に襲撃された。この時に右腕に被弾し病院に搬送されたが大事には至らなかった。

## タイトル
LDUキト
- セリエA: 2003, 2007
- コパ・リベルタドーレス: 2008

インテルナシオナル
- スルガ銀行チャンピオンシップ: 2009